# AG Insurance NXTG/2022

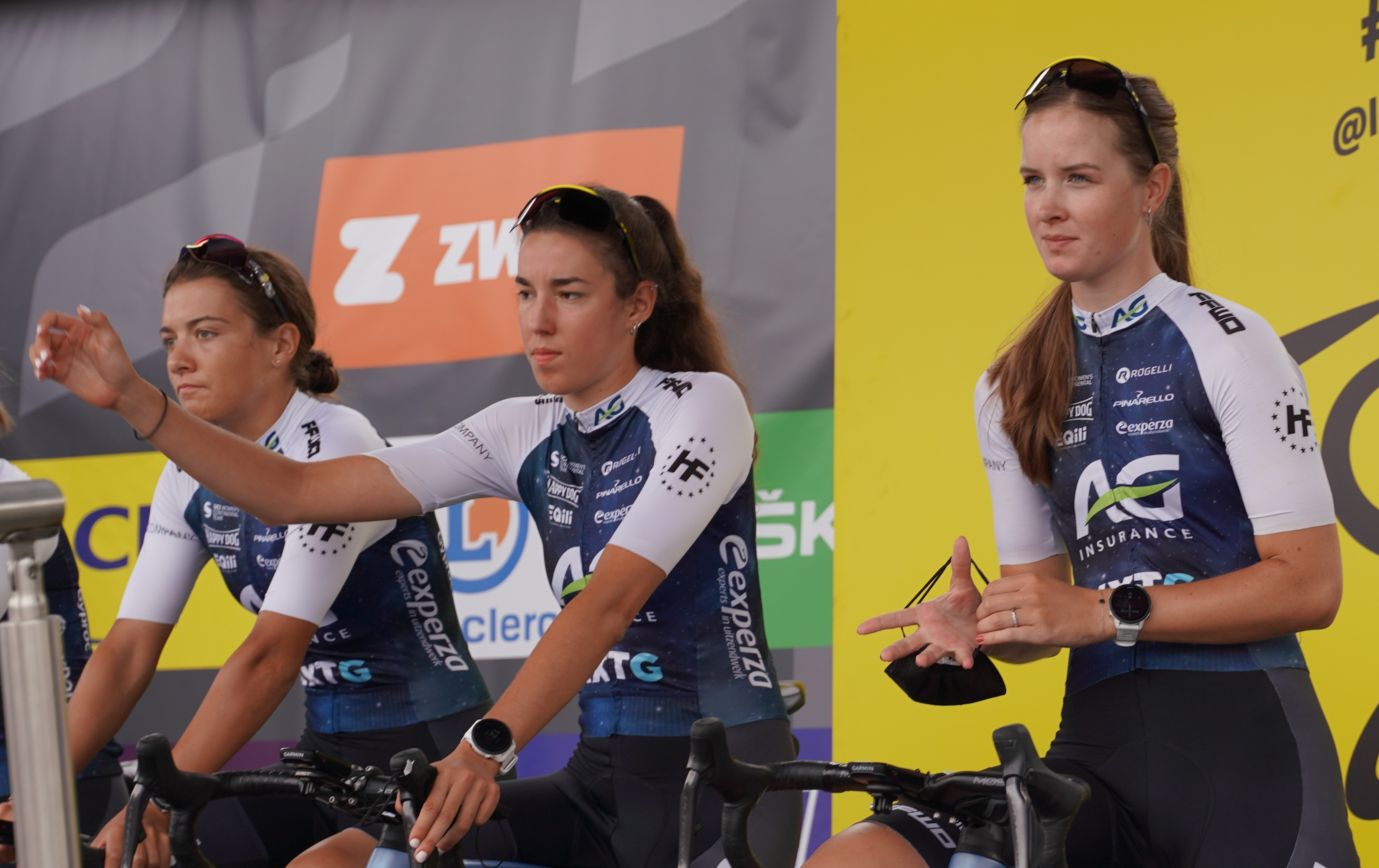
De ploeg in de Ronde van Frankrijk 2022.

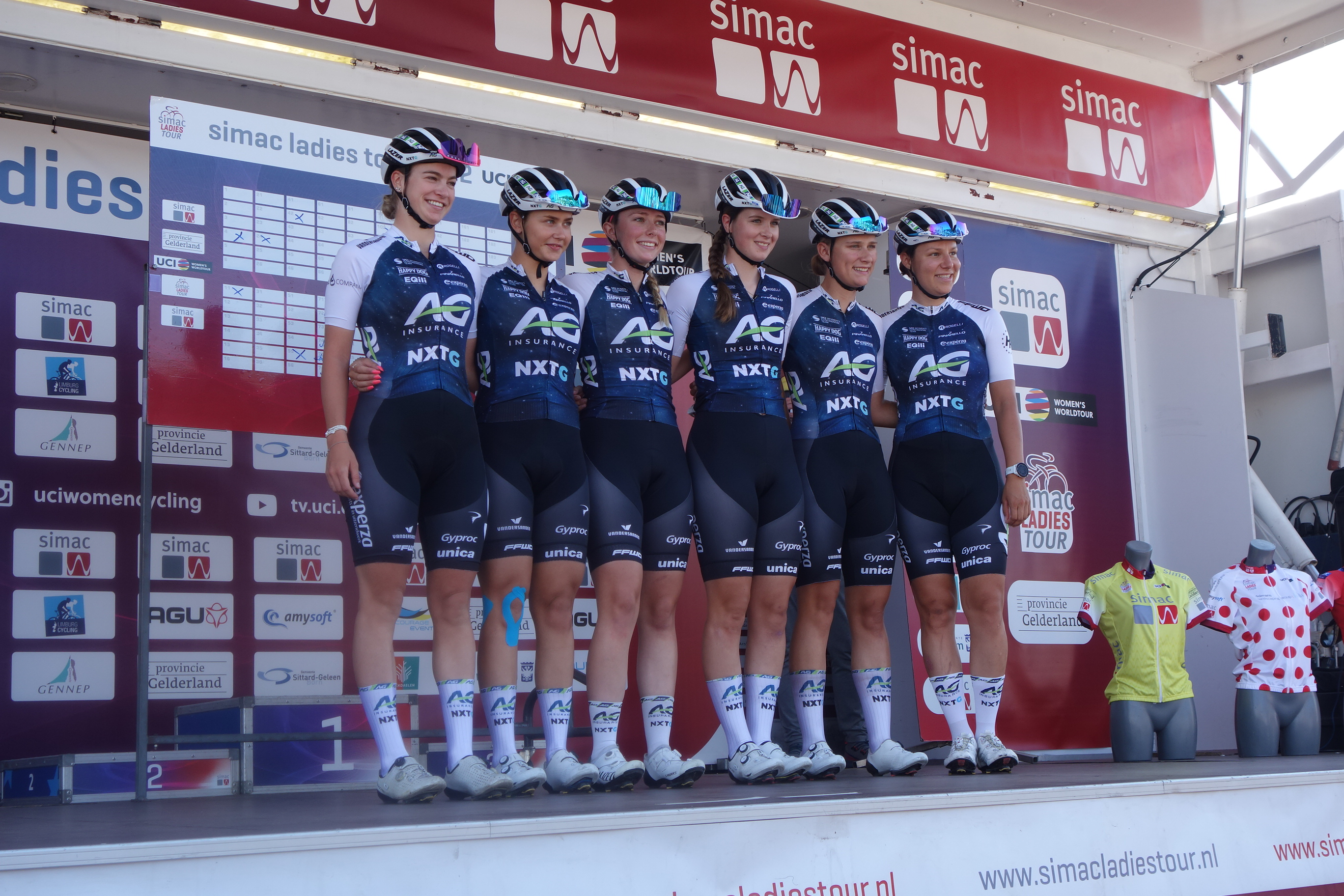
De ploeg in de Simac Ladies Tour 2022.

Deze pagina geeft een overzicht van de vrouwenwielerploeg AG Insurance NXTG in 2022.

## Algemeen
Teammanager: Natascha den Ouden
Ploegleiders: Jolien D'hoore, Brent van Ballenberghe, Christian Kos, Marco Aerts
Fietsmerk: Pinarello

## Renners
| Naam                     | Geboortedatum | Nationaliteit       | Ploeg 2021                                  |
| ------------------------ | ------------- | ------------------- | ------------------------------------------- |
| Amber Aernouts           | 25-10-2000    | België              | Doltcini-Van Eyck-Proximus                  |
| Maureen Arens            | 16-04-2003    | Nederland           |                                             |
| Cassia Boglio (tot 28/6) | 01-07-2000    | Australië           | ARA Pro Racing Sunshine Coast               |
| Julia Borgström          | 09-06-2001    | Zweden              |                                             |
| Mylène de Zoete          | 03-01-1999    | Nederland           |                                             |
| Britt Knaven             | 29-07-2000    | België              |                                             |
| Senne Knaven             | 26-01-2003    | België              |                                             |
| Anya Louw (vanaf 1/7)    | 16-10-2000    | Australië           | ARA Pro Racing Sunshine Coast (tot 30/6/22) |
| Gaia Masetti             | 26-10-2001    | Italië              | Top Girls Fassa Bortolo                     |
| Fien Masure              | 03-07-2003    | België              | Doltcini-Van Eyck-Proximus                  |
| Lone Meertens            | 16-04-1998    | België              | Lotto Soudal Ladies                         |
| Ilse Pluimers            | 29-04-2002    | Nederland           |                                             |
| Maud Rijnbeek            | 03-12-2002    | Nederland           |                                             |
| Amelia Sharpe            | 24-07-2001    | Verenigd Koninkrijk |                                             |
| Yuli van der Molen       | 23-05-2003    | Nederland           | WV Schijndel                                |
| Eline van Rooijen        | 29-08-2001    | Nederland           | Watersley Race & Development CT             |
| Ally Wollaston           | 04-01-2001    | Nieuw-Zeeland       |                                             |

### Vertrokken
| Naam                 | Geboortedatum | Nationaliteit       | Ploeg 2022      |
| -------------------- | ------------- | ------------------- | --------------- |
| Rozemarijn Ammerlaan | 04-01-2000    | Nederland           | Gestopt         |
| Shari Bossuyt        | 02-09-2000    | België              | Canyon-SRAM     |
| Cathalijne Hoolwerf  | 26-02-2000    | Nederland           | WV Schijndel    |
| Charlotte Kool       | 06-05-1999    | Nederland           | Team DSM        |
| Catalina Anais Soto  | 08-04-2001    | Chili               | Bizkaia-Durango |
| Emily Wadsworth      | 08-08-1999    | Verenigd Koninkrijk | Gestopt         |

## Overwinningen
| Nationale kampioenschappen wielrennen België - tijdrit U23: Britt Knaven Grand Prix du Morbihan Ally Wollaston Ronde van België 1e etappe: Ally Wollaston Watersley Ladies Challenge 2e etappe (tijdrit): Maud Rijnbeek |

Mannen:   2003 · 2004 · 2005 · 2006 · 2007 · 2008 · 2009 · 2010 · 2011 · 2012 · 2013 · 2014 · 2015 · 2016 · 2017 · 2018 · 2019 · 2020 · 2021 · 2022 · 2023 · 2024 · 2025
Vrouwen:   2019 · 2020 · 2021 · 2022 · 2023 · 2024 · 2025